# Jack Hanson
Jack Erik Hanson, född den 4 augusti 1927 i New York, död den 10 juni 2021 i Stora Kopparbergs församling, Falun, var en svensk arkitekt, verksam i Sverige.

## Liv och verk
Hanson kom med föräldrarna, svensk far, norsk mor, till Sverige i början av 1930-talet. Han utbildade sig till arkitekt vid KTH i Stockholm med examen 1952. Efter anställning bland annat vid Tengboms arkitektkontor flyttade han 1956 till Falun och öppnade eget arkitektkontor vid Sturegatan 41.  
Jack Hanson är arkitekten bakom en stor del av det moderna Falun. Bland hans mest kända verk hör hoppbackarna vid Lugnet i Falun, Maserhallen, tidigare Banverkets kontorsbyggnad i Borlänge och retreatanläggningen Sankt Davidsgården i Rättvik. Han har ritat ett stort antal byggnader i övriga Dalarna som skolor, badhus, kommunala byggnader, affärs- och kontorshus. I exempelvis Ludvika stod han 1960 som arkitekt för varuhuset Tempo vid Storgatan. Jack Hanson är begravd på Skogskyrkogården i Falun.

## Bilder

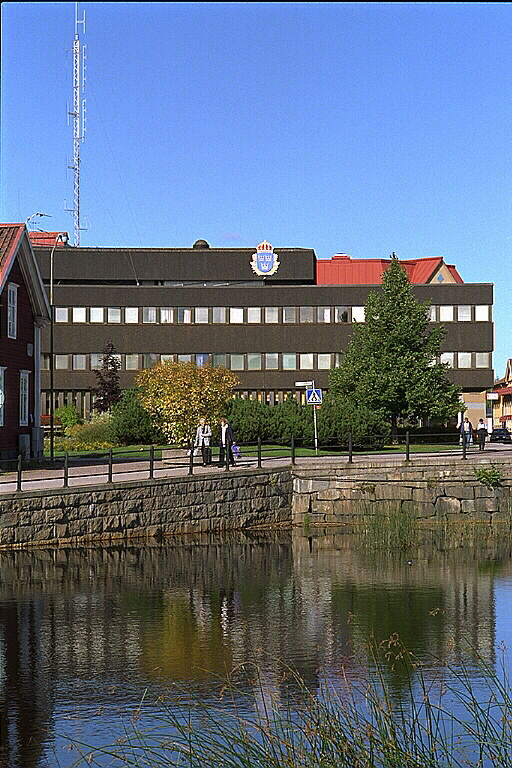
Polishuset i Falun
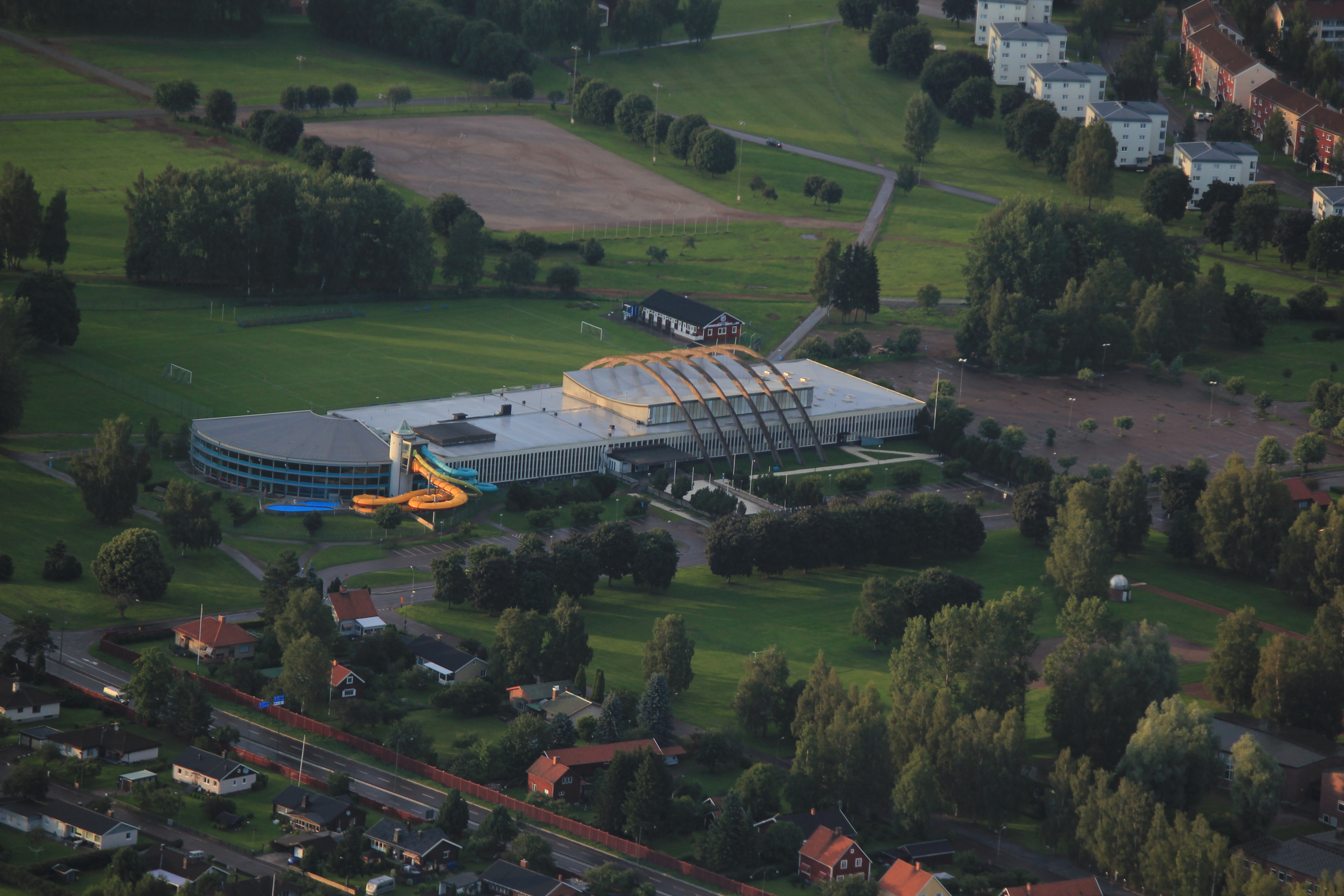
Maserhallen
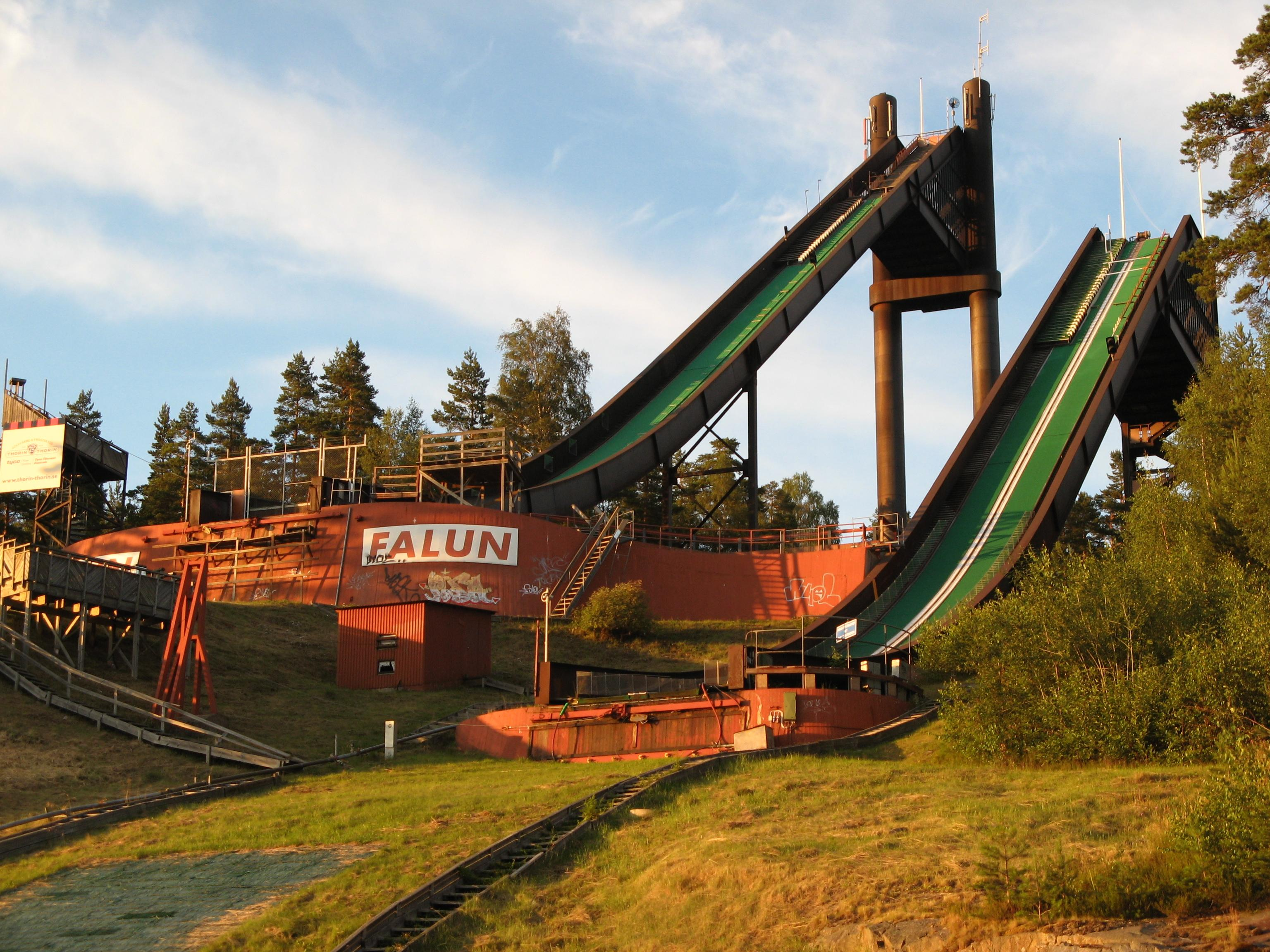
Lugnets hoppbackar
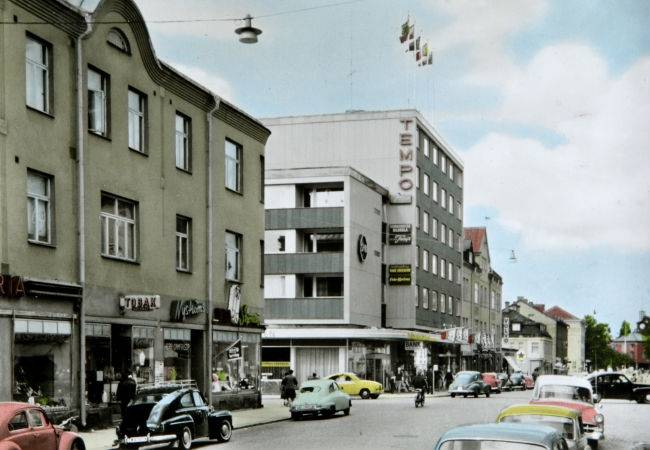
Varuhuset Tempo i Ludvika, 1960.
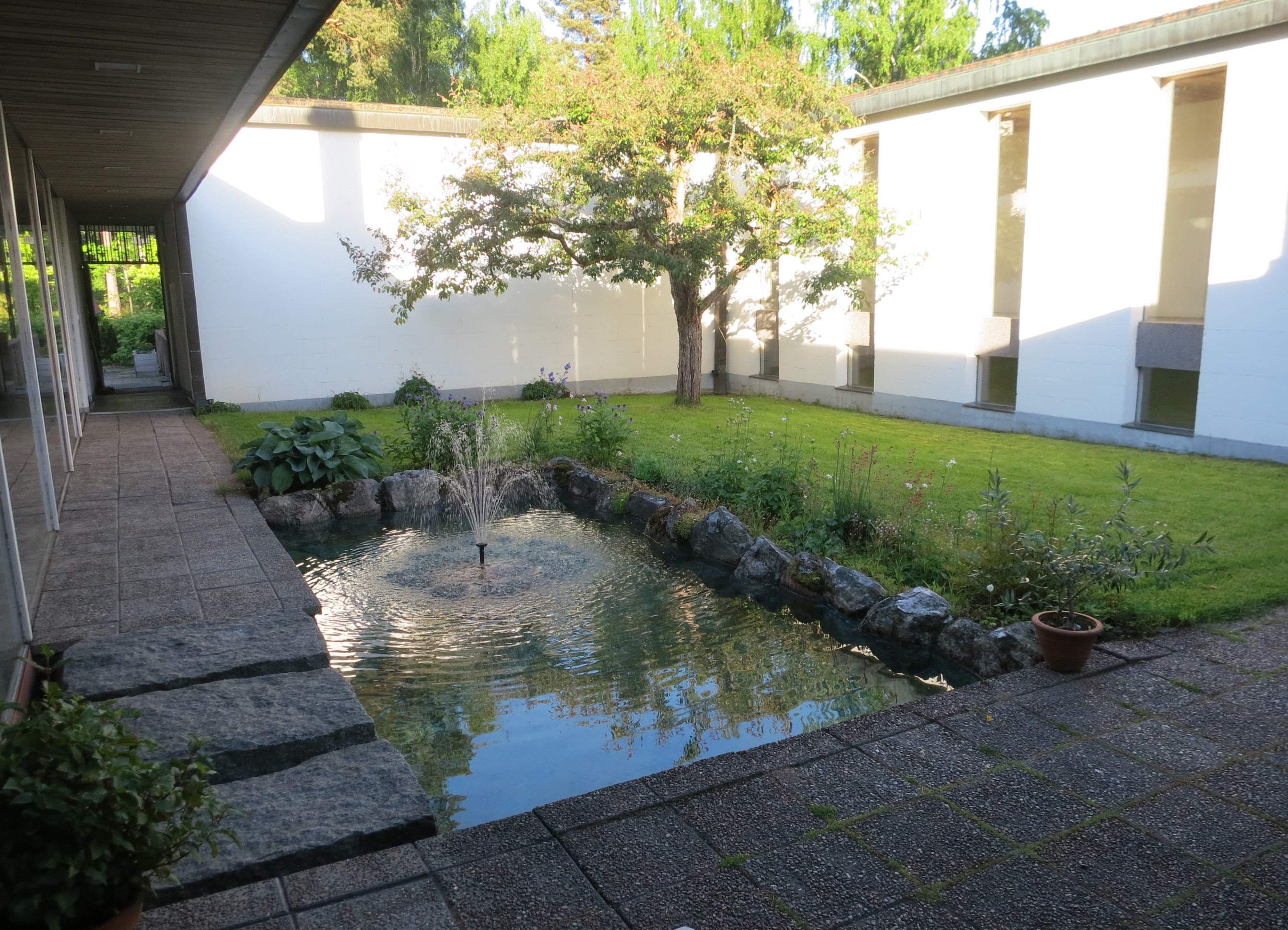
Sankt Davidsgården